# Bassaricyon medius
Bassaricyon medius és una espècie de carnívor de la família dels prociònids. Viu a altituds d'entre 0 i 1.800 msnm a Colòmbia, l'Equador i Panamà. Es tracta d'un animal nocturn i arborícola que s'alimenta de fruita i nèctar. El seu hàbitat natural són els boscos. És una espècie en risc mínim, és a dir, no sembla que hi hagi cap amenaça significativa per a la seva supervivència. El seu nom específic, medius, significa ‘mitjà’ en llatí.